# Lac de Scanno
Le lac de Scanno est un lac italien, situé à 2 kilomètres au nord de la ville de Scanno de la province de L'Aquila dans les Abruzzes. C'est le plus grand lac naturel de cette région montagneuse du centre de l'Italie. Sa superficie est de 1 km2.

## Géographie
Le lac de Scanno se trouve entre la chaîne du Gran Sasso et le Parc national des Abruzzes. Il constitue la seule station balnéaire de la province de L'Aquila n'ayant pas accès à la mer.

## Faune
Parmi les espèces piscicoles peuplant le lac se trouve la perche et la truite. Les oiseaux observés autour du lac sont le Canard colvert, Falco peregrinus, Asio otus, Accipiter gentilis, et l'aigle.

## Sources
- (it) Cet article est partiellement ou en totalité issu de l’article de Wikipédia en italien intitulé « Lago di Scanno » (voir la liste des auteurs).